# Rivière-Éternité
Ne doit pas être confondu avec rivière Éternité.
Rivière-Éternité est une municipalité du Québec (Canada), faisant partie de la municipalité régionale de comté du Fjord-du-Saguenay, située dans la région administrative du Saguenay–Lac-Saint-Jean.

## Toponymie
La Commission de toponymie du Québec écrit à son propos : « Le nom de cette municipalité du Saguenay, officiellement créée en 1974, a été emprunté à la rivière qui y coule. Toutefois, on ignore le motif de la désignation de cet affluent de la rivière Saguenay, encaissé entre le cap Éternité et le cap Trinité. Sans doute, la proximité du cap Éternité qui évoque l'au-delà a-t-elle joué un rôle dans le choix de cette appellation qui fait allusion à l'absence de commencement et de fin de l'existence de Dieu. Avant de faire penser à l'au-delà, le terme évoque une très longue durée. »
Elle poursuit : « Les paysages semblent fixés là depuis toujours et pour toujours, majestueusement. Ce nom, en plus d'identifier le bureau de poste établi en 1933 et la paroisse de Notre-Dame-de-l'Éternité érigée canoniquement en 1967, coiffe la municipalité située entre Saint-Félix-d'Otis et L'Anse-Saint-Jean. Elle constitue la porte d'entrée du parc national du Saguenay. La présence de l'eau et de caps impressionnants confère au décor éternitois une grandiose magnificence en accord avec l'étendue du territoire qui occupe une superficie de près de 500 km². Le spécifique Éternité figure dans des documents écrits depuis au moins 1824, selon le capitaine Louis Sivrac, et Arthur Buies signale le cap Éternité, en 1880. »

## Histoire
- 20 juillet 1974 : Constitution de la municipalité de Rivière-Éternité à partir de territoire non organisé.

## Géographie
Rivière-Éternité est un petit village du Québec encaissé dans la vallée de la rivière Éternité. Cette dernière coule à partir du lac Éternité, dans le centre-ouest de la municipalité, jusqu'à sa confluence avec la rivière Saguenay qui en délimite le nord. À partir du lac Brébeuf, dans le sud-ouest, la rivière Saint-Jean traverse le sud-est de la municipalité vers le nord-est. La rivière à la Catin coule vers nord-ouest jusqu'à sa confluence avec la rivière Cami qui coule vers le nord-est jusqu'à sa confluence avec la rivière Saint-jean.
Elle est traversée par la route 170. À l'été 2023, cette dernière s'est affaissée causant plusieurs débris. 

## Démographie
| 1996 | 2001 | 2006 | 2011 | 2016 | 2021 |
| ---- | ---- | ---- | ---- | ---- | ---- |
| 572  | 553  | 557  | 484  | 413  | 414  |

Le recensement de 2011 y dénombre 484 habitants, soit 13,1 % de moins qu'en 2006.

## Administration
Les élections municipales se font en bloc pour le maire et les six conseillers.
| Rivière-Éternité Maires depuis 2001                                                                                  |            |         |          |
| Élection | Maire      | Qualité | Résultat |
| 2001 | Rémi Gagné |         | Voir     |
| 2005 | Rémi Gagné | Voir    |          |
| 2009 | Rémi Gagné | Voir    |          |
| 2013 | Rémi Gagné | Voir    |          |
| 2017 | Rémi Gagné | Voir    |          |
| 2021 | Rémi Gagné | Voir    |          |
| Élection partielle en italique Depuis 2005, les élections sont simultanées dans toutes les municipalités québécoises |            |         |          |

## Attraits

### Parc national du Fjord-du-Saguenay

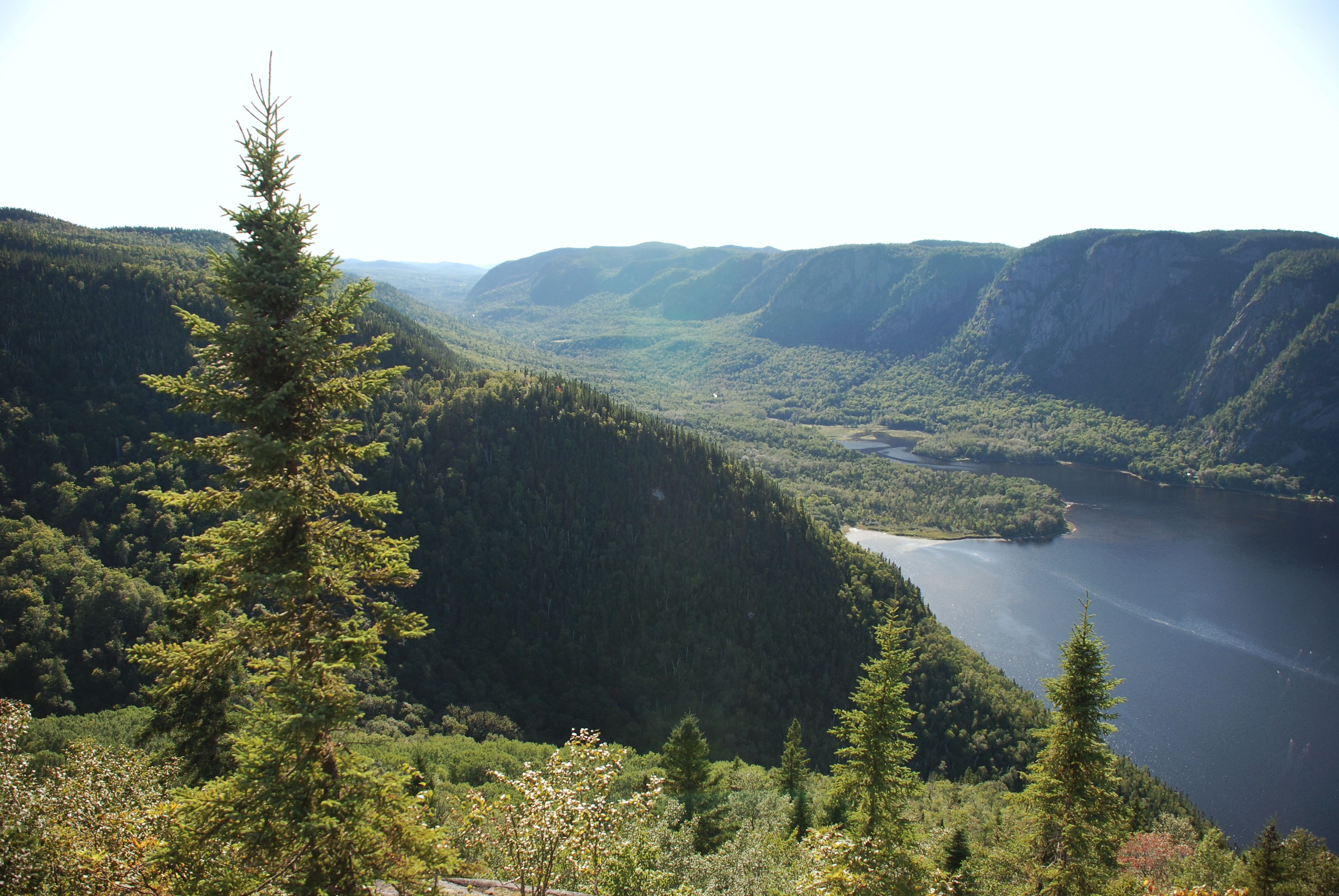
Baie Éternité vue du cap Éternité.

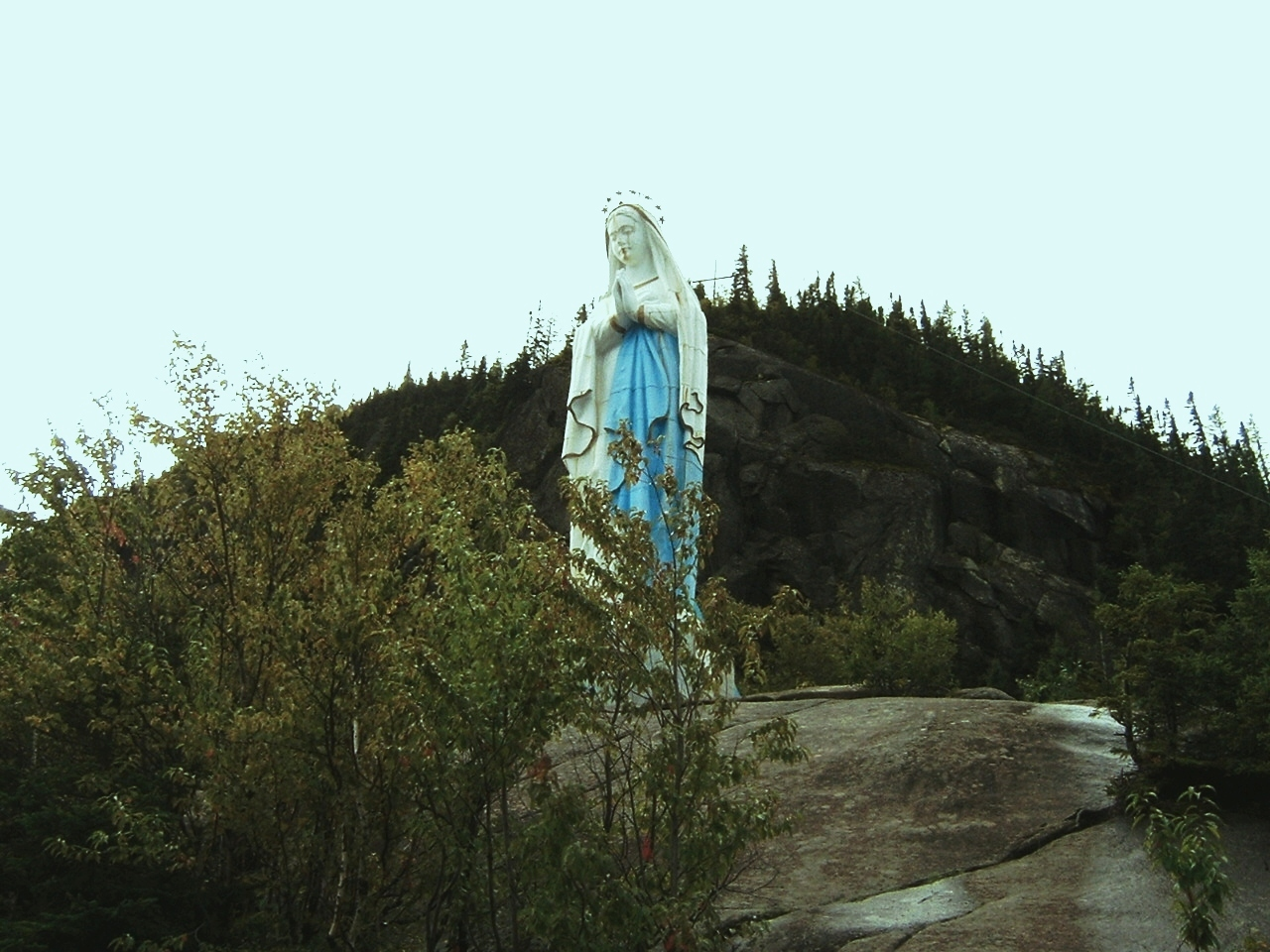
Statue de Notre-Dame-du-Saguenay

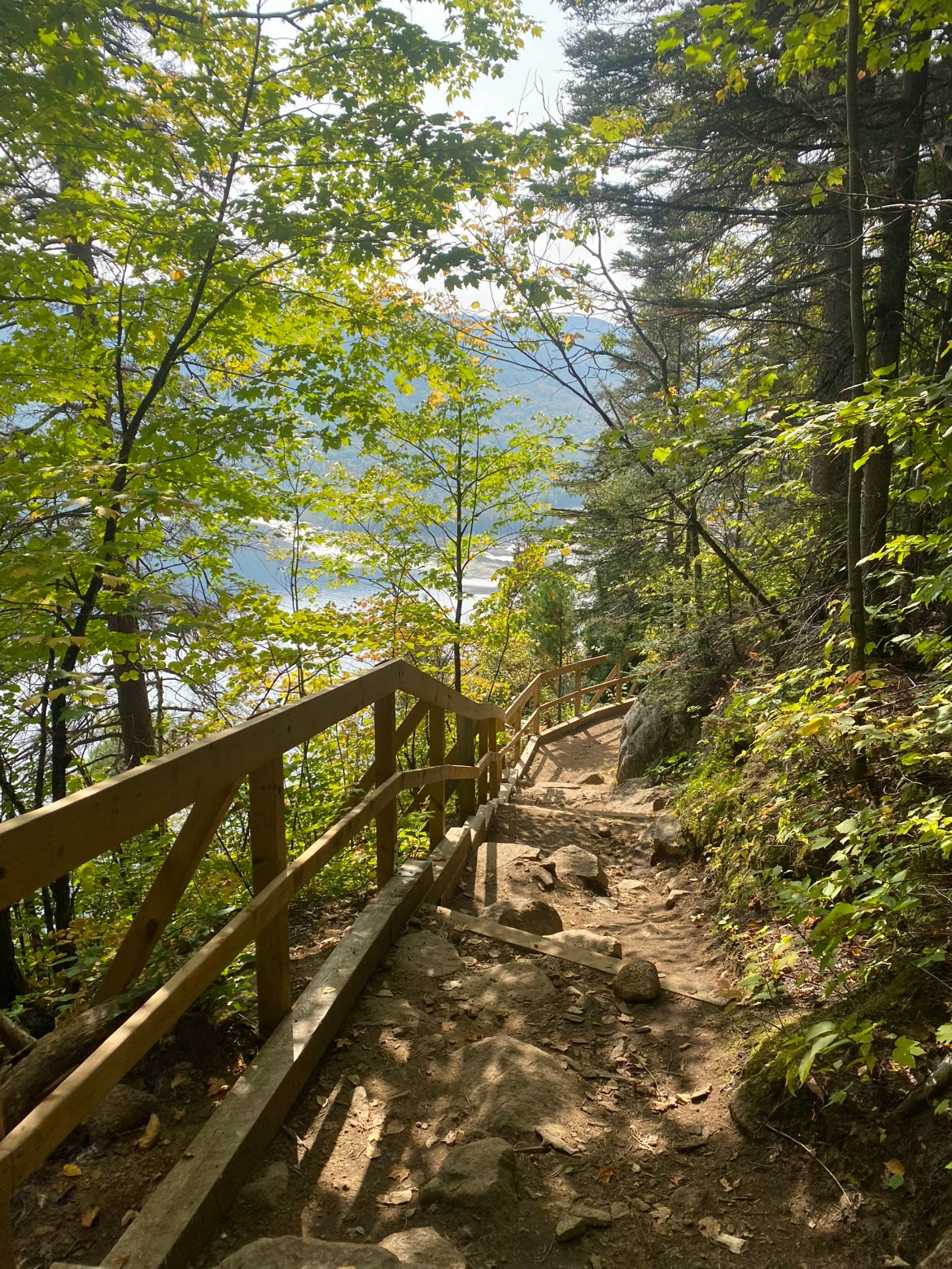
Sentier de randonnée au Parc national du Fjord-du-Saguenay.

Un de ses attraits est le secteur de la baie Éternité du parc national du Fjord-du-Saguenay où le fjord atteint sa profondeur maximale. Le sentier du cap Trinité qui mène à la statue de Notre-Dame-du-Saguenay offre l'un des meilleurs points de vue sur le fjord.

### Le village des crèches de Noël

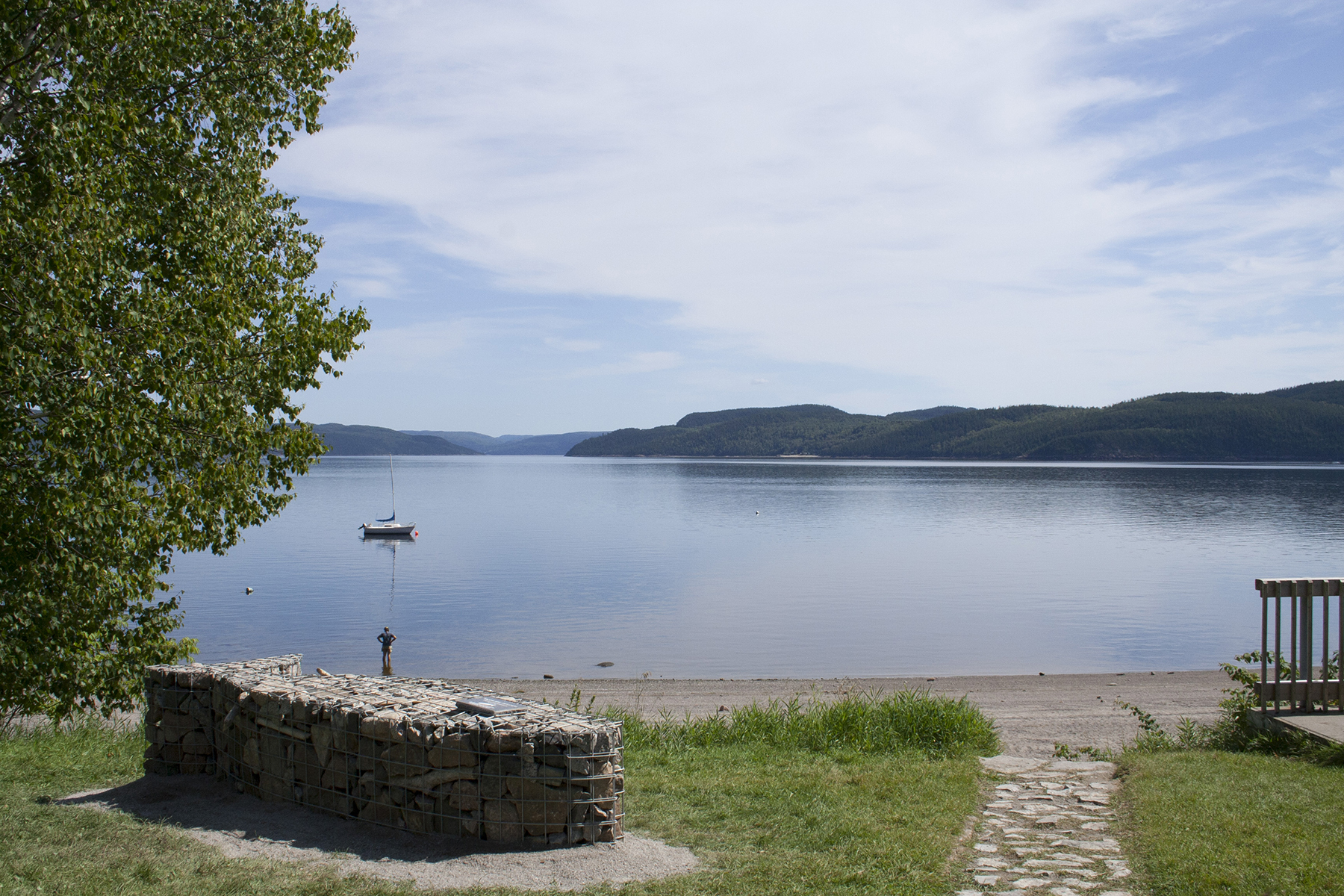
Tacon Site des Caps.

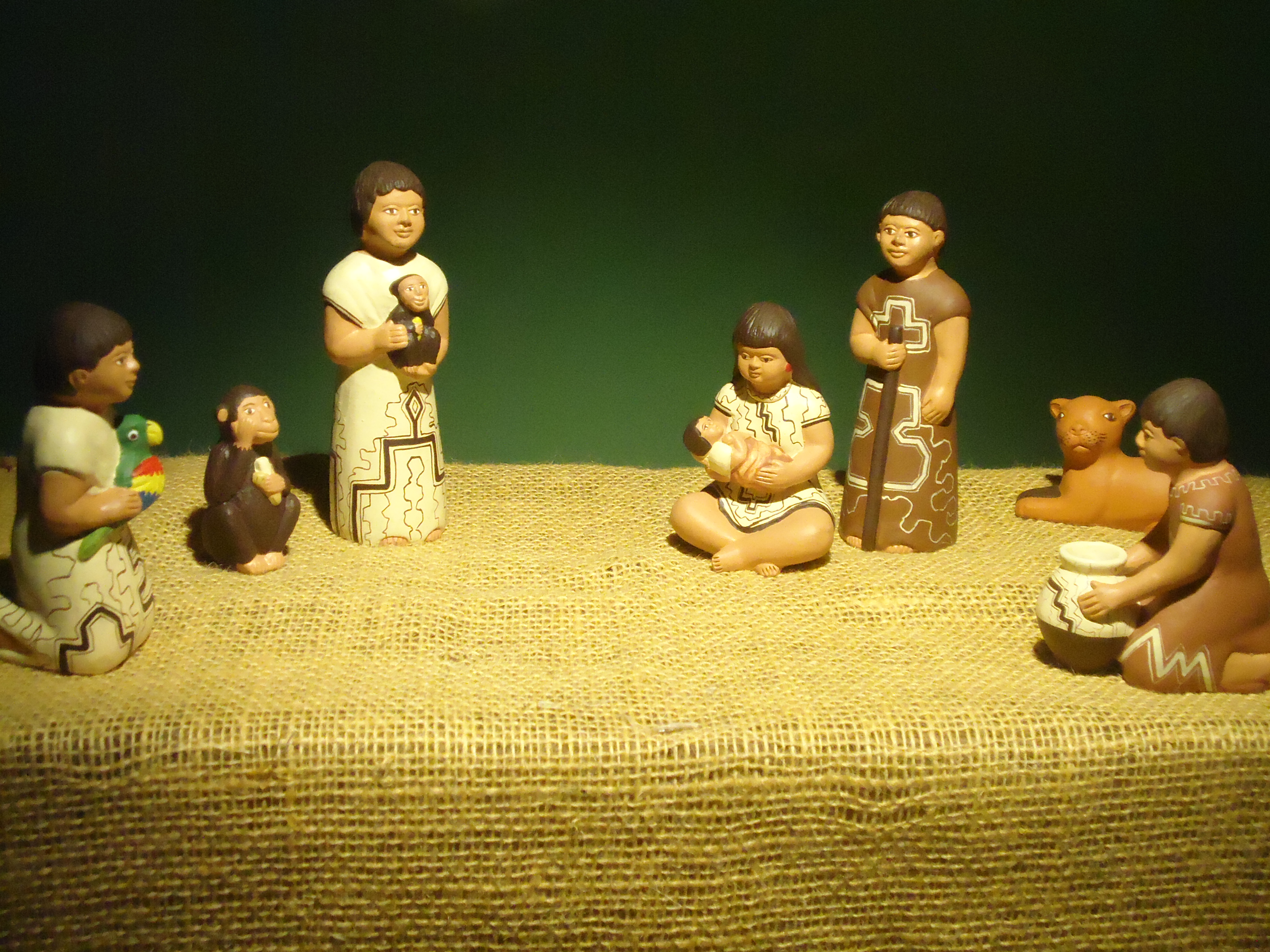
Crèche de Noël.

C’est en 1989 que Jean-Marie Couët a présenté le projet de « Village des crèches de Noël » à la communauté de Rivière-Éternité. Le concept est adopté par toutes les familles du village. La première exposition présente 18 crèches. Mais rapidement, grâce à la contribution des villageois qui achètent des crèches venant d’une soixantaine de pays, la collection s’établit à mille crèches en 2012. De plus, on peut voir une crèche juchée sur la montagne avec ses neuf bas-reliefs et s’ajoutent vingt crèches de grandeur nature installées au Parc municipal des artistes. Ces œuvres imposantes sont faites de bois, de bronze et d’aluminium. Le collectif d’artistes Interaction Qui a implanté le Tacon Site des Caps en l’honneur du visionnaire Jean-Marie Couët et de Rivière-Éternité comme communauté qui a appuyé ce bâtisseur. Ce quinzième Tacon Site installé au parc du Cap-Jaseux à Saint-Fulgence appartient à Rivière-Éternité et fait partie de la Grande Marche des Tacons-Sites.